# Wanaka
Wanaka är en stad i södra änden av Wanakasjön, i Central Otagoregionen på Sydön i Nya Zeeland. Staden hade år 2013 cirka 6 500 invånare och ligger några mil norrut, fågelvägen från Queenstown.